# يونس جيلان
يونس جيلان (بالتركية: Yunus Murat Ceylan)‏ هو لاعب كرة قدم تركي في مركز الدفاع، ولد في 25 ديسمبر 1979 في إسطنبول في تركيا. لعب مع مانيساسبور.

## وصلات خارجية
- يونس جيلان على موقع اتحاد تركيا (لاعب) (الإنجليزية)
- يونس جيلان على موقع Soccerway.com (الإنجليزية)